# Sukadame (Pagelaran)
Sukadame is een bestuurslaag in het regentschap Pandeglang van de provincie Banten, Indonesië. Sukadame telt 2212 inwoners (volkstelling 2010).